# Carmen Barth
Carmine R. DiBartholomeo, mais conhecido como Carmen Barth (Cleveland, 13 de setembro de 1912 – Lorain, 17 de setembro de 1985), foi um boxeador estadunidense, campeão olímpico.

## Carreira
Em 1931, Barth ganhou o Título 160 Lb Amador de Cleveland. Ele conquistou a medalha de ouro nos Jogos Olímpicos de Verão de 1932 em Los Angeles, após derrotar o argentino Amado Azar na categoria peso médio e consagrar-se campeão.